# Cap Sarytch

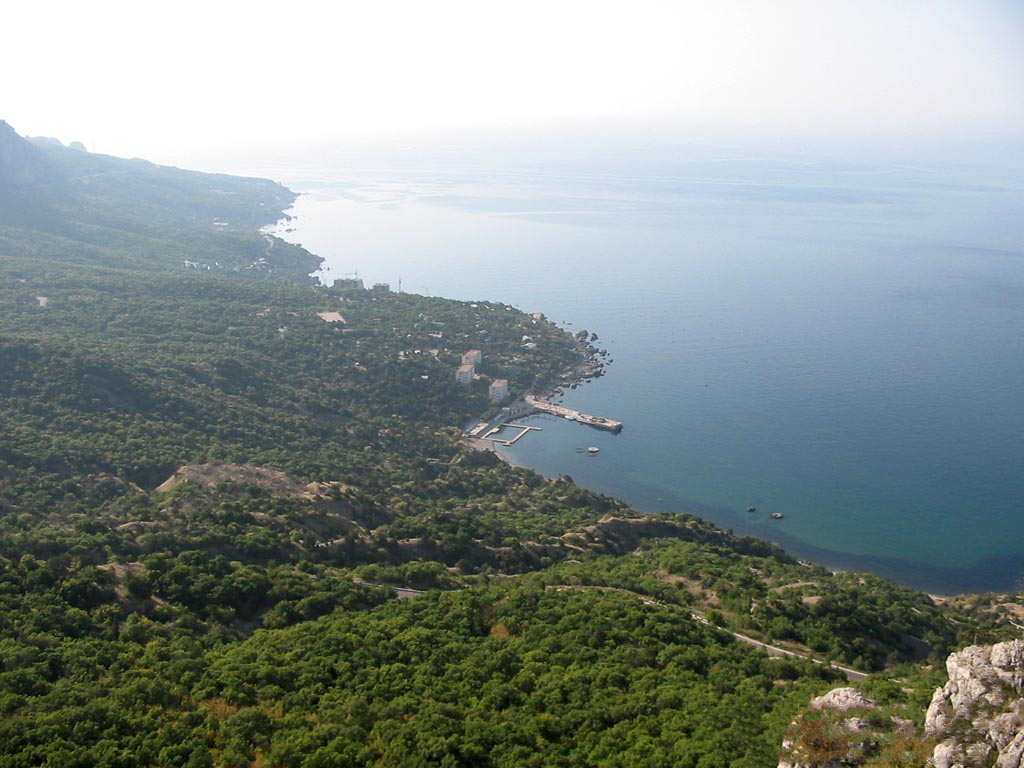
Le cap Sarytch.

Le cap Sarytch (en ukrainien : Са́рич, en russe : Са́рыч, en tatar de Crimée : Sarıç) est la pointe méridionale de la péninsule de Crimée sur la mer Noire. C'était aussi avant mars 2014 le point le plus au sud de Crimée, et il marque la limite de la baie de Laspi avec le cap Aya.
Il se trouve à 5 km de la station balnéaire de Foros, à 29 km de Sébastopol et à 37 km de Yalta. Le cap Sarytch est distant de 269 km de la côte turque, au sud de la mer Noire.

## Histoire
Dans l'Antiquité, ce cap était nommé Criou-Métôpon, qui signifie « Front de Bélier ».
Le 18 novembre 1914, la bataille du cap Sarytch, opposant la flotte russe à deux navires allemands battant pavillon ottoman, s'est déroulée au large de ce cap.
Le phare bâti sur le cap est occupé par l'armée russe depuis le 3 août 2005, à l'origine d'un différend entre la Russie et l'Ukraine, qui voulait le récupérer. Depuis le référendum de mars 2014 en Crimée, le cap et son phare sont, de facto, contrôlés par la Russie mais demeurent, de jure, territoires de l'Ukraine qui les revendique.